# Roklanský Les

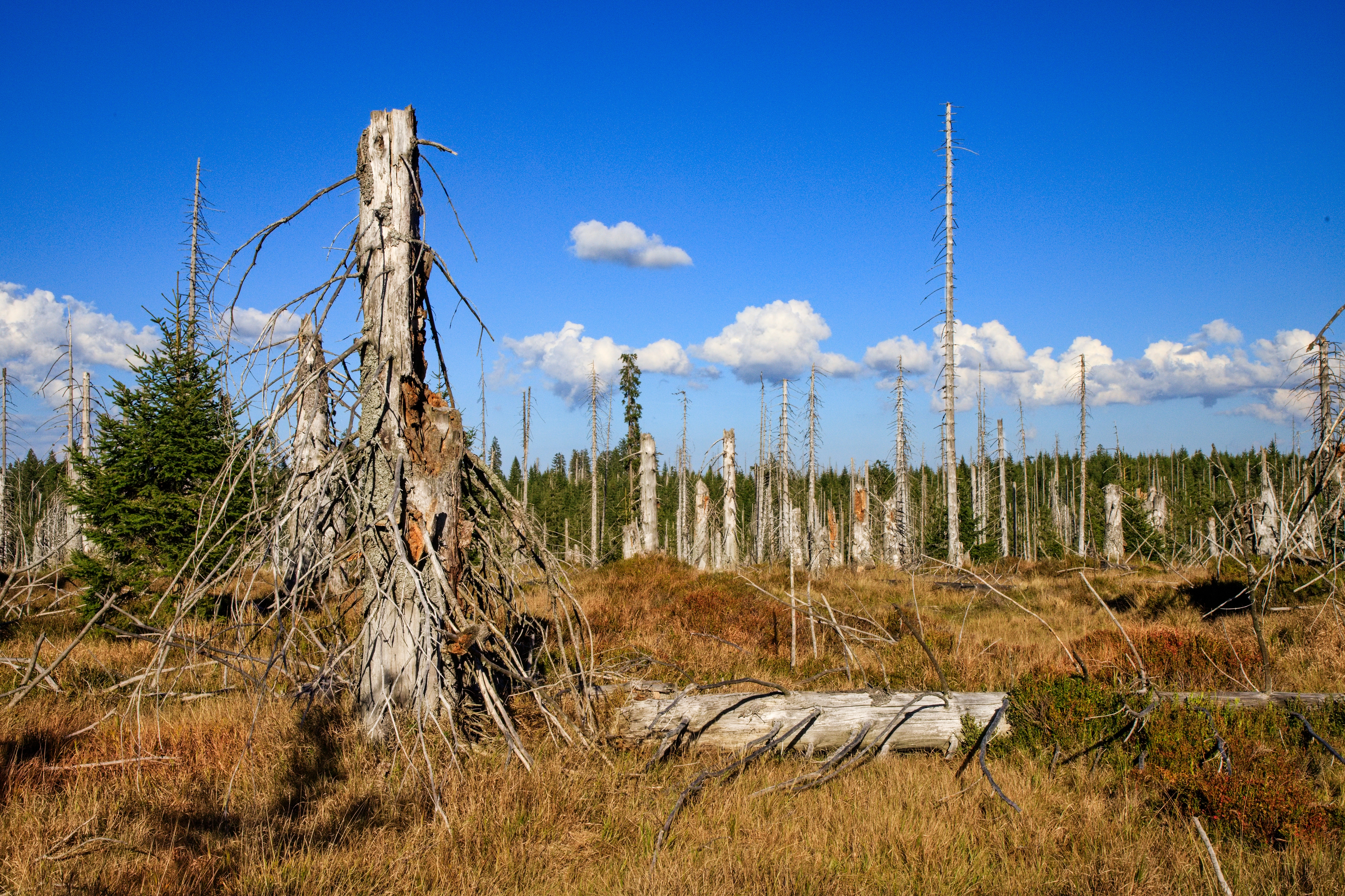
Roklanský Les

Roklanský Les (deutsch Rachelwald) ist eine Grundsiedlungseinheit der Gemeinde Modrava in Tschechien. Sie liegt sieben Kilometer südwestlich von Modrava an der deutschen Grenze im Okres Klatovy.

## Geographie
Der Roklanský Les   befindet sich am Oberlauf des Baches Malá Řezná (Kleiner Regen) zwischen der Medvědí hora (Bärensteindl, 1224 m) und dem Großen Rachel (Velký Roklan, 1453 m). Nördlich erheben sich der Beerenkopf (1158 m) und der Medvěd (Gayruck, 1137 m),  im Osten die Medvědí hora, südöstlich der Plattenhausenriegel (Blatný vrch, 1372 m), im Süden der V koutě (1276 m), südwestlich der Große Rachel (Velký Roklan, 1453 m) und der Kleine Rachel (Malý Roklan, 1399 m) sowie im Westen der Hochruck (1260 m).

## Geschichte
Das kleine Kameralwaldgebiet lag als Enklave zwischen dem zur Herrschaft Stubenbach gehörigen Pürstlinger Forst und dem Königreich Bayern. Nach der Errichtung des Fürstlich Schwarzenbergischen Forstamtes Pürstling wurde der Rachelwald in Auftragsverwaltung durch dieses mitbewirtschaftet. Im Jahre 1869 wurde in Rachelhütte eine neue Revierförsterei für den Rachelwald, der damit vom Pürstlinger Forstrevier abgetrennt wurde, eingerichtet. Als erster Revierförster bezog Josef Trampus, dessen Vater Augustin Trampus seit 1832 dasselbe Amt in Pürstling versah, mit seiner Familie das neue, jedoch außerhalb des Reviers gelegene Forsthaus. Ab 1951 erfolgte der Bau von Grenzbefestigungen der Tschechoslowakei im Kalten Krieg und die Errichtung einer damit verbundenen Sperrzone, wodurch das Forstamt Roklanská hájenka aufgegeben werden musste.
Nach dem Fall des Eisernen Vorhangs wurde der Roklanský Les als Teil des Naturschutzgebiets Maderer Filze in die Kernzone des Nationalparks Šumava eingegliedert. Es ist nicht öffentlich zugänglich.

## Ortsgliederung
Der unbewohnte Katastralbezirk Roklanský Les bildet zugleich eine Grundsiedlungseinheit.